# Berlin, I Love You
Berlin, I Love You je  romantický a dramatický film z roku 2019. Film je součástí série Cities of Love vytvořené Emmanuelem Benbihym.  
Film měl premiéru dne 8. února 2019 ve Spojených státech. 

## Obsazení
- Helen Mirren jako Margaret
- Keira Knightley jako Jane
- Mickey Rourke jako Jim
- Diego Luna jako Drag Queen
- Jim Sturgess jako Jared
- Dianna Agron
- Rafaëlle Cohen
- Jenna Dewanová jako Mandy
- Toni Garrn
- Sibel Kekilli jako Yasil
- Hannelore Elsner
- Robert Stadlober jako Damiel
- Emily Beecham jako Hannah
- Luke Wilson jako Burke Linz
- Charlotte Le Bon jako Rose
- Iwan Rheon jako Greg
- Nolan Gerard Funk jako Nico
- Julia Dietze jako Tania
- Hayden Panettiere jako Angie
- Nikolai Kinski
- Alexander Black
- Sylvester Groth jako Frosch
- Veronica Ferres jako Else Speck
- Max Raabe
- Catherine Flemming jako Elsa
- Carol Schuler
- Carlo Kitzlinger
- Lili Gattyan
- Omar Elba jako Selim
- Nafsika Pan
- Kostas Sommer
- Pheline Roggan jako Anne
- Yvonne Maria Schäfer jako Janis

## Produkce
V říjnu roku 2017 bylo oznámeno zahájení natáčení posledního filmu série Cities of Love. Natáčení skončilo by v listopadu 2017. Mezi první herecké obsazení byli oznámeni Helen Mirren, Keira Knightley, Jim Sturgess, Mickey Rourke a Diego Luna. Emily Beecham byla obsazená v červnu roku 2018. Díky zveřejněnému traileru jsme se dozvěděli, že ve filmu hrají také Dianna Agron, Luka Wilsona, Charlotte Le Bon a Iwana Rheona.
Společnost Saban Films získala distribuční práva na film v květnu roku 2018.

## Recenze
Na recenzní stránce Rotten Tomatoes získal film 19 procent.